# 버스, 정류장 (음반)
《버스, 정류장》은 명필름에서 제작해 2002년에 개봉한 이미연 감독의 영화 《버스, 정류장》의 사운드트랙으로, 루시드 폴이 음악 작업을 담당했다.

## 곡 목록
1. 그대 손으로(Intro)
2. 머물다.(재섭 Theme)
3. 누구도 일러주지 않았네(소희 Theme)
4. Sur Le Quai
5. 섬
6. 세상은
7. 장난스럽게, 혹은 포근하게
8. Why Do I Need Feet When I Have Wings To Fly?
9. Drifting
10. 내 방은 눈물로 물들고
11. 그대 손으로(Main Theme)
12. 약속된 사랑

## 참여·제작자
- 작사·작곡 : 조윤석, 신세철·강미나(〈세상은〉), 김정현(〈Drifting〉)
- 편곡·연주 : 루시드 폴, 스웨터(〈세상은〉), 미선이(〈섬〉, 〈Drifting〉)
- 프로듀서 : 루시드 폴
- 책임 프로듀서 : 이미연, 고기모, 심보경
- 레코딩 : 진민규, 고기모@Radio Music Studio
- 믹싱 : 고기모@Radio Music Studio
- 마스터링 : 이태경@서울사운드
- 사진 : 오형근, 김장욱
- 디자인 : 김상만